# Pierce-Arrow

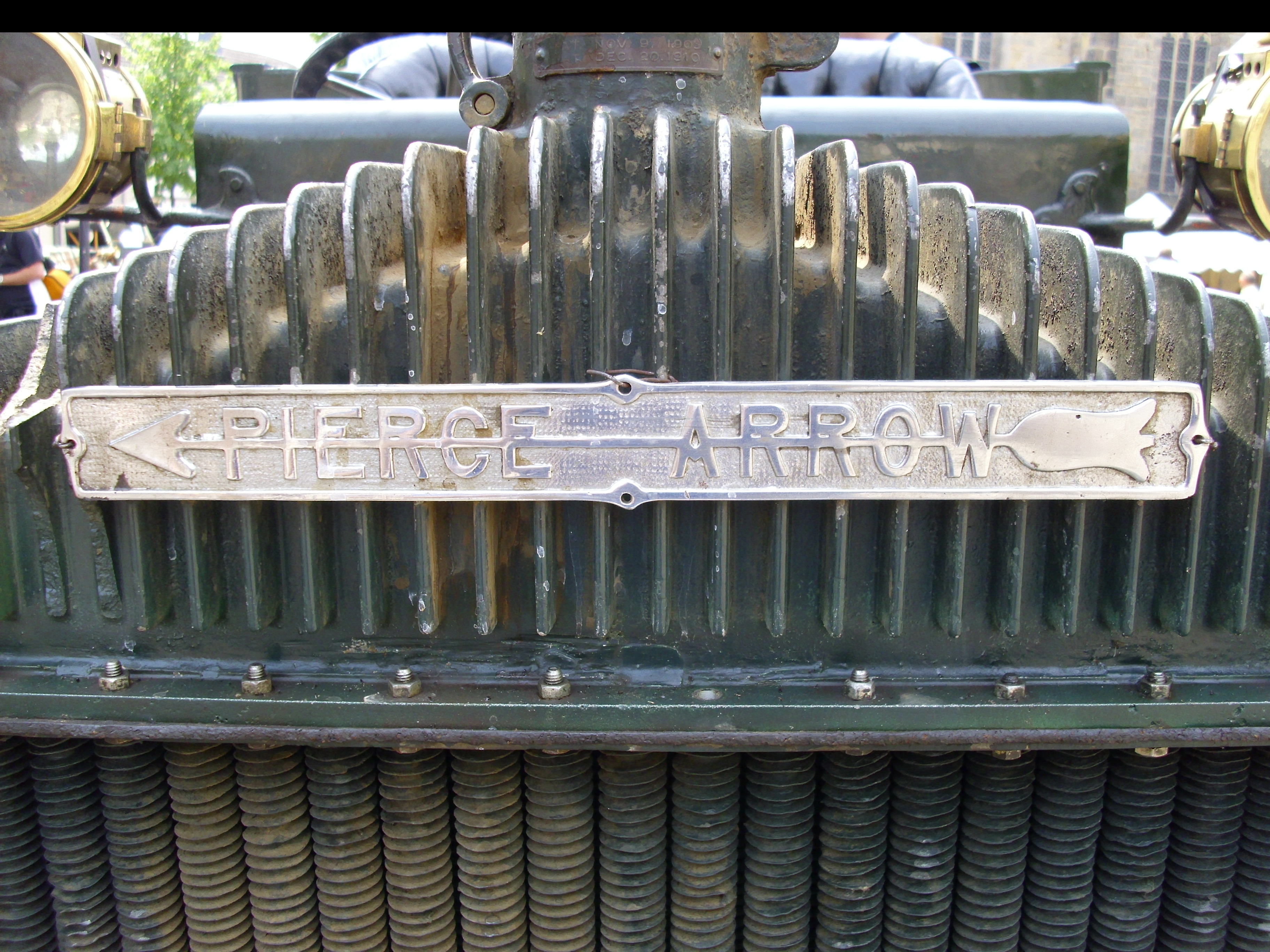
Emblem an einem Lastkraftwagen

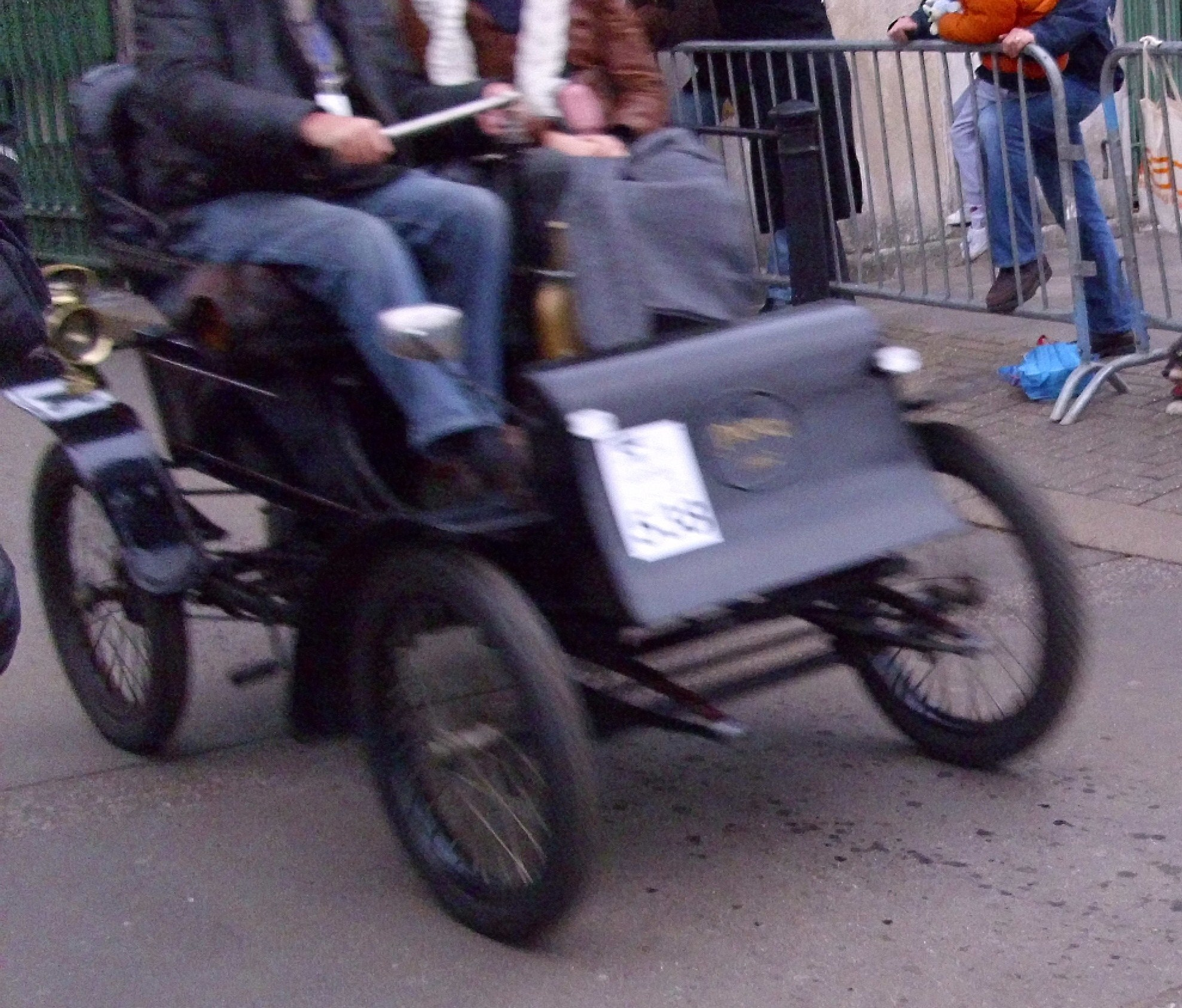
Pierce von 1902

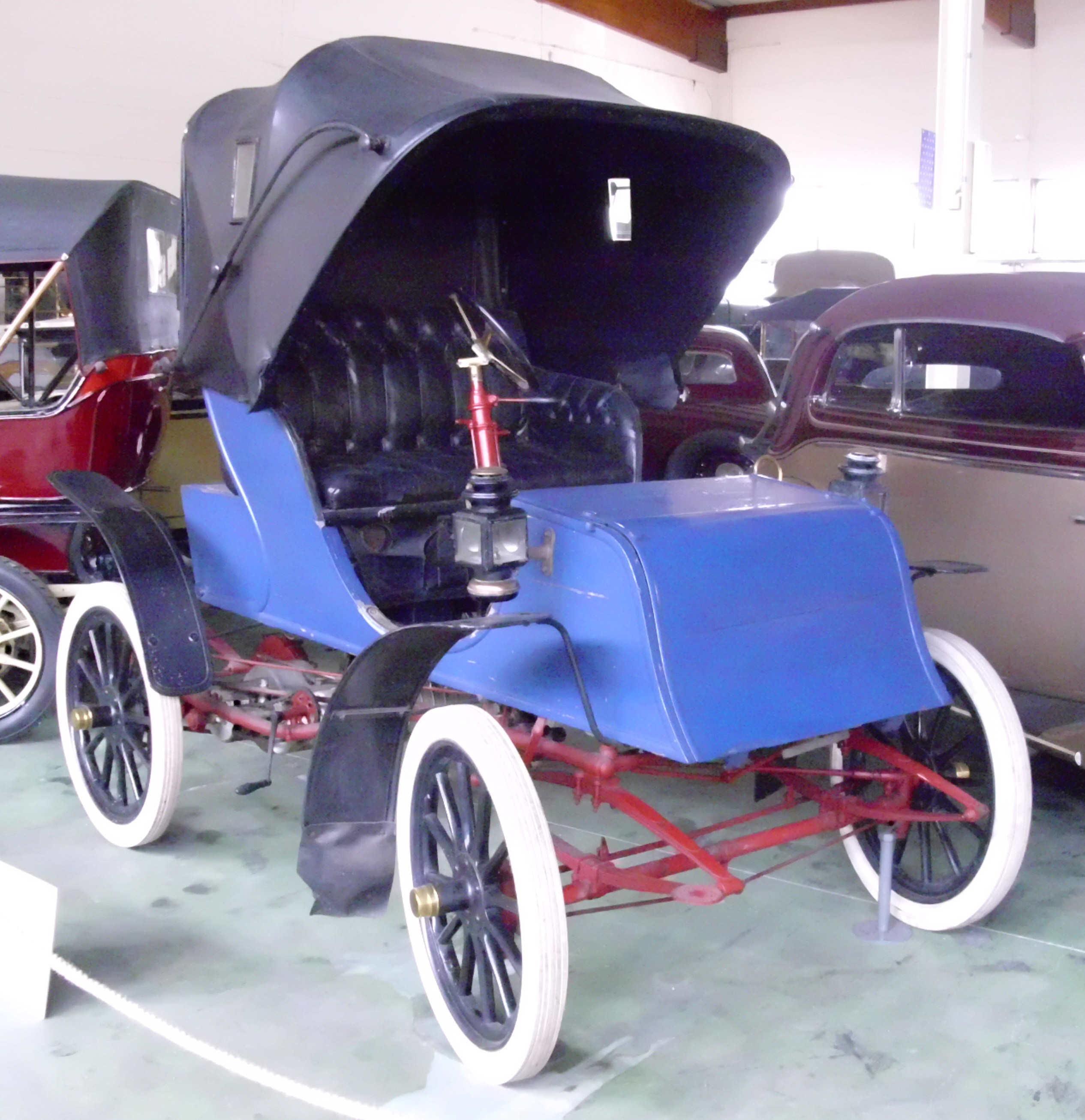
Pierce von 1903

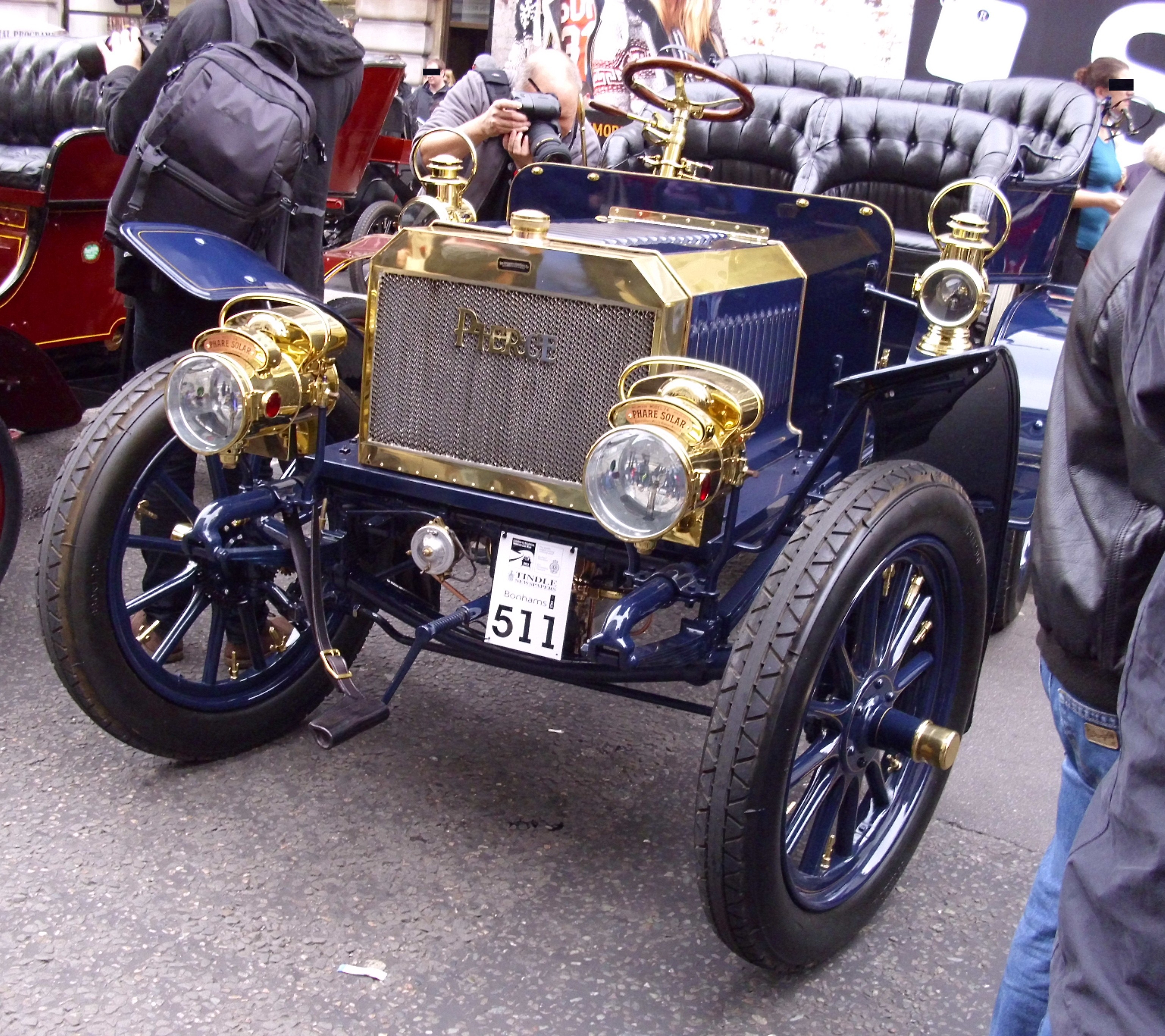
Pierce von 1904

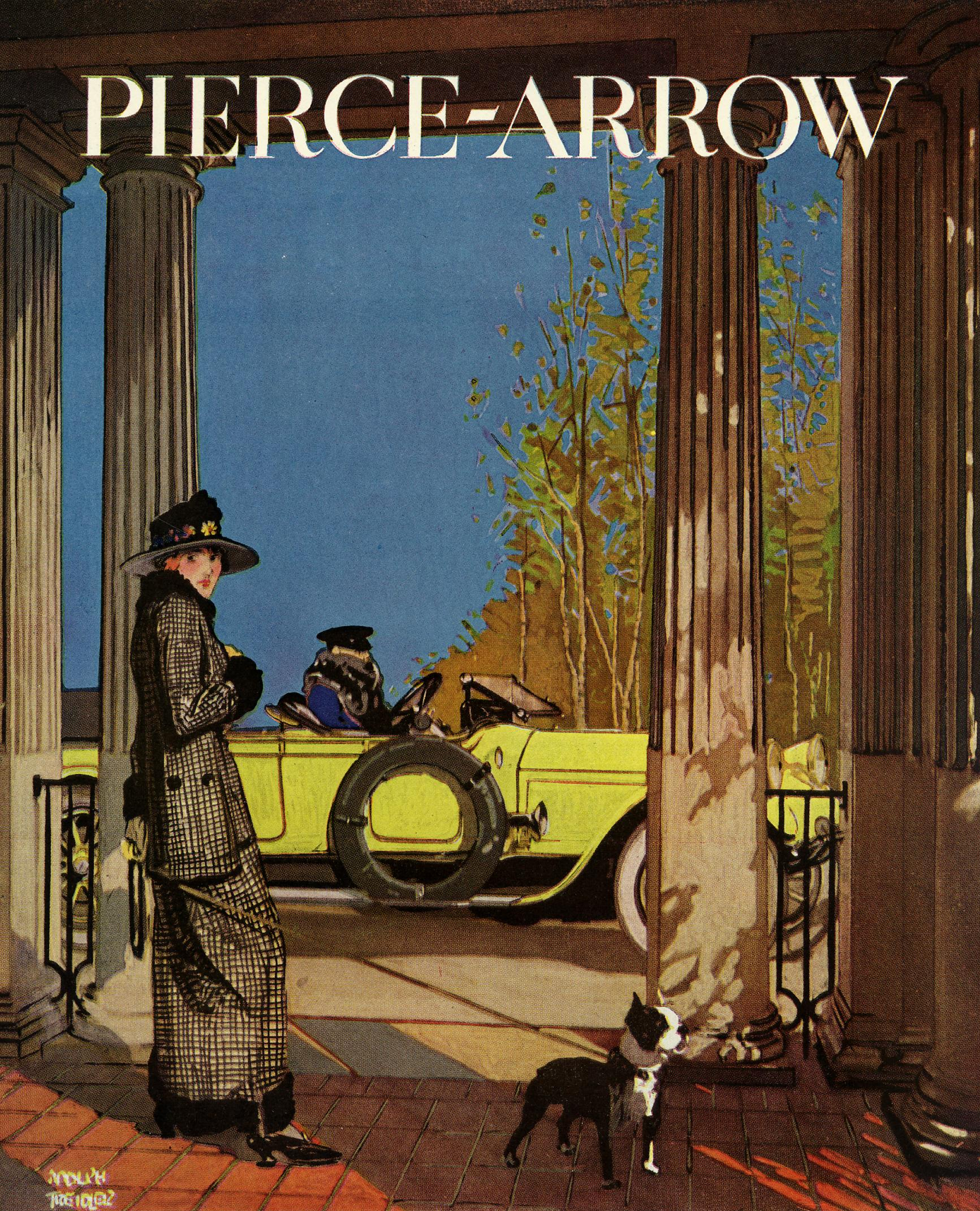
Pierce-Arrow-Reklame von 1919

Pierce-Arrow war ein US-amerikanischer Automobil- und Nutzfahrzeughersteller; er existierte von 1901 bis 1938. Das Unternehmen war in Buffalo (New York) in den Vereinigten Staaten beheimatet.
1912 baute Pierce-Arrow den größten serienmäßigen Motor, der je einen Personenkraftwagen antrieb: Das Modell 66 HP (66 CV) erhielt einen Hubraum von 13.514 cm³. Pierce-Arrow war einer der bedeutendsten Lieferanten von Armeelastkraftwagen im Ersten Weltkrieg.

## Die frühen Jahre
George N. Pierce fertigte hochwertige Vogelkäfige und später Fahrräder und Motorräder, ehe er ins Autogeschäft einstieg. Im Jahr 1901 produzierte er zwei Pkw, die äußerlich dem erfolgreichen Oldsmobile Curved Dash ähnelten, und nannte sie in Anlehnung an die französische Voiturette (Kleinstwagenkategorie) „Motorette“. Sie wurden von einzylindrigen „De Dion-Bouton“-Motoren angetrieben und in verschiedenen Ausstattungs- und Leistungsvarianten von 2 ½ bis 8 bhp angeboten. Während dieses leichtgewichtige Fahrzeug noch mit zwei Vorwärtsgängen auskam und keinen Rückwärtsgang hatte, produzierte die Pierce Motor Car Company schon ab 1904 große, reichhaltig ausgestattete Automobile. Sie wurden als Pierce „Great Arrow“ bekannt. Von der Motorette entstanden bis Ende 1902 wahrscheinlich 154 Stück.
Das Modell wurde zwischen 1904 und 1908 mit verschiedenen Radständen und Vierzylindermotoren angeboten. Ab 1907 kamen auch Sechszylinder hinzu. Diese Motoren mit ihren bis zu 13 Liter Hubraum reichten fast aus, um eine Lokomotive anzutreiben. Dabei wurden Pierce-Automobile gebaut, um höchste Ansprüche an Qualität und Leistung zu befriedigen. Das stellten sie eindrücklich unter Beweis, als sie nicht nur jede Glidden-Tour zwischen 1905 und 1909 gewannen, sondern es auch noch so souverän taten, dass jeweils alle Teamfahrzeuge mit den bestmöglichen Ergebnissen ankamen. Diese Zuverlässigkeitsfahrten führten auf praktisch weglosen Routen über Distanzen zwischen 1100 und 2600 Meilen.

## Glidden-Tour
Mit dem „Great Arrow“ führte Pierce eine höchst individuelle Art des Karosseriebaus ein: Maßgebliche, auch strukturelle Elemente wurden aus Aluminiumguss hergestellt. Diese recht aufwendige Bauweise wurde bis 1920 fortgesetzt, wobei der Gussanteil jedoch aus Kostengründen immer geringer und der Anteil an Aluminiumblech immer größer wurde.
Ende 1908 wurde die Firma von George N. Pierce Company in Pierce-Arrow Motor Car Company umbenannt. Im folgenden Jahr änderte sich der Markenname von Pierce in Pierce-Arrow. Als im gleichen Jahr mit dem Beginn der Präsidentschaft von William Howard Taft der Fuhrpark des Weißen Hauses von Pferdekutschen auf Motorfahrzeuge umgestellt wurde, war eines der beiden ersten Fahrzeuge ein Sechszylinder von Pierce-Arrow (das andere war ein Dampfwagen der White Company).
Stets war der Pierce-Arrow ein hoch angesehenes Fahrzeug. In den 1920er Jahren war er ein exklusives High-Society-Statussymbol, dem der Schriftsteller F. Scott Fitzgerald in seinem Roman Der große Gatsby ein literarisches Denkmal setzte. In Ausstattung, Erscheinung und Zuverlässigkeit konnten es diese Wagen mit jedem europäischen Luxus-Pkw aufnehmen, vor allem aber im Gewicht.
1914 stellte Pierce-Arrow den Bau des Pierce-Motorrades ein und verkaufte die Rechte und Werkzeuge seiner Fahrradproduktion. Die beliebten Pierce-Räder blieben so noch fast zwanzig Jahre auf dem Markt.
Ebenfalls 1914 war der Pierce-Arrow das erste Auto, bei dem die Frontscheinwerfer in die Kotflügel integriert wurden; 1935 war er der erste Pkw mit einem doppelten Satz Scheinwerfer in der Frontpartie.

## Symbol der „Roaring Twenties“
Eine überaus konservative Geschäftsführung vermochte dem schwindenden Kaufinteresse nicht entgegenzuwirken. Neuerungen wie Motorblöcke aus einem Guss (bislang waren die Zylinderblöcke paarweise gegossen) erfolgten zögerlich. Im Jahr 1928 wurde das Unternehmen von der Studebaker Corporation übernommen, behielt aber eine recht große Unabhängigkeit. Pierce-Arrow profitierte von einer kräftigen finanziellen Hilfe und von einem stark vergrößerten Händlernetz, nachdem die Fahrzeuge nun über das Studebaker-Vertriebsnetz verkauft wurden. Im gleichen Jahr wurden ein Bogenschütze als Kühlerfigur und ein Pierce-Familienwappen am Kühlergrill eingeführt. Letzteres verschwand im nächsten Jahr jedoch wieder; denn es war das Wappen einer anderen Familie Pierce.
1929 ersetzte Pierce-Arrow nach längerem Zögern die Sechszylindermotoren durch Achtzylinder-Reihenmotoren und zog mit dem Marktführer Packard gleich, der bereits seit 1924 auf solche Motoren setzte. Cadillac und Lincoln bauten noch eine längere Zeit ausschließlich V8-Motoren.

## Höhepunkt und Niedergang
1932 erschien – diesmal zeitgleich mit Packard und Lincoln, aber drei Jahre nach Cadillac – ein eigenes V12-Modell. Basierend darauf zeigte Pierce-Arrow auf der New York Automobile Show im Januar 1933 mit dem Silver Arrow eine neue Form, die ein beträchtliches Echo auslöste. Formgestalter Philip Wright verschmolz gekonnt traditionelle Stilelemente wie den kantigen Kühlergrill und die im Kotflügel integrierten Scheinwerfer mit einer aerodynamischen Sedan-Karosserie. Der Silver Arrow ist – zusammen mit dem Ruxton – eines der ersten geschlossenen Automobile mit einem Dach in Ganzmetallbauweise. Auf der Weltausstellung A Century of Progress in Chicago wurde der Erfolg wiederholt und innerhalb dreier Monate entstanden fünf Exemplare zu einem damals unvorstellbar hohen Stückpreis von 10.000 US-Dollar. Drei davon existieren noch. Dieser Aufmerksamkeitserfolg konnte jedoch die sinkenden Verkaufszahlen nicht stoppen.
Im gleichen Jahr musste Studebaker in der Folge der anhaltenden Rezession Insolvenz anmelden. Das Unternehmen wurde zwar aufgefangen, musste aber Pierce-Arrow zum Preis von einer Mio. US-Dollar an eine Gruppe von Investoren aus Buffalo verkaufen. Der Silver Arrow wurde ab 1934 in einer zweitürigen, stark vereinfachten Version wahlweise mit 8 oder 12 Zylindern weiter verkauft. Die neuen Besitzer gaben im Jahr 1938 endgültig auf.

## Pkw-Modelle

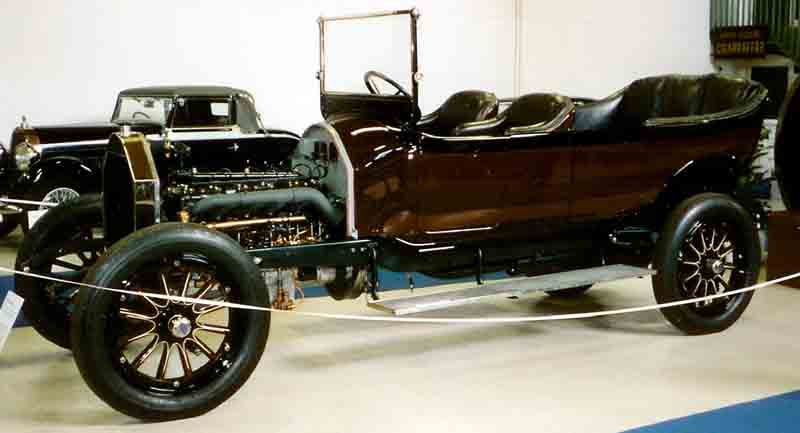
Pierce-Arrow-Model 48-B (1919)

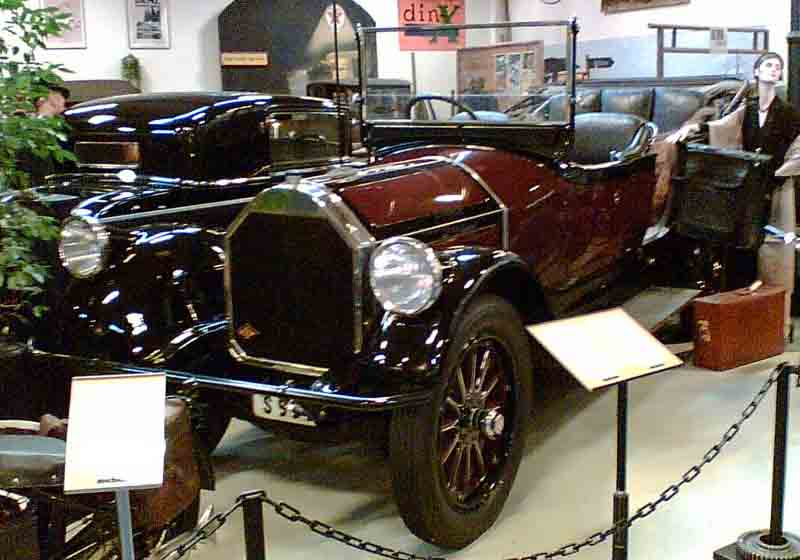
Pierce-Arrow Modell 48-B (1919)

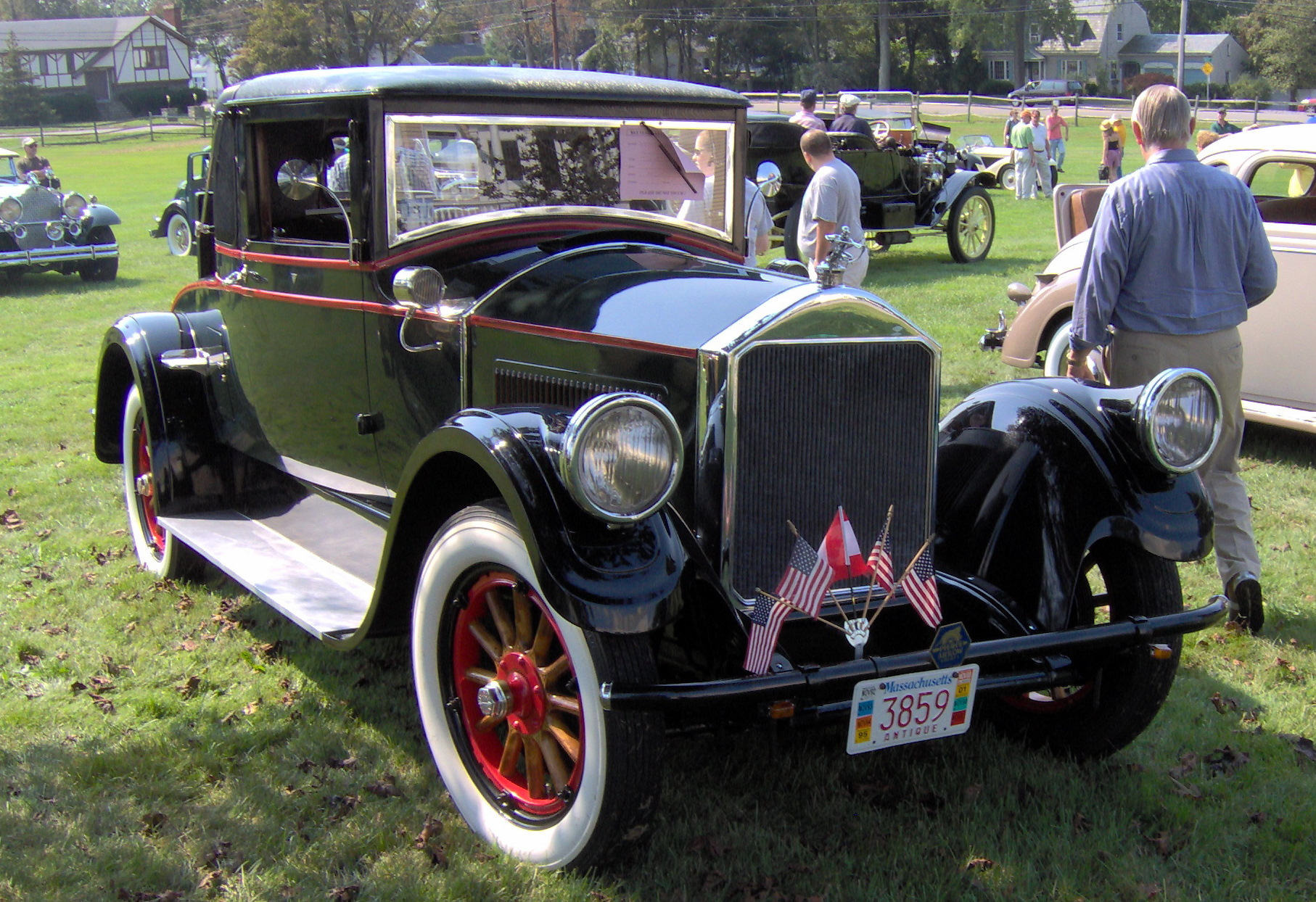
Pierce-Arrow-Modell 33 (1922)

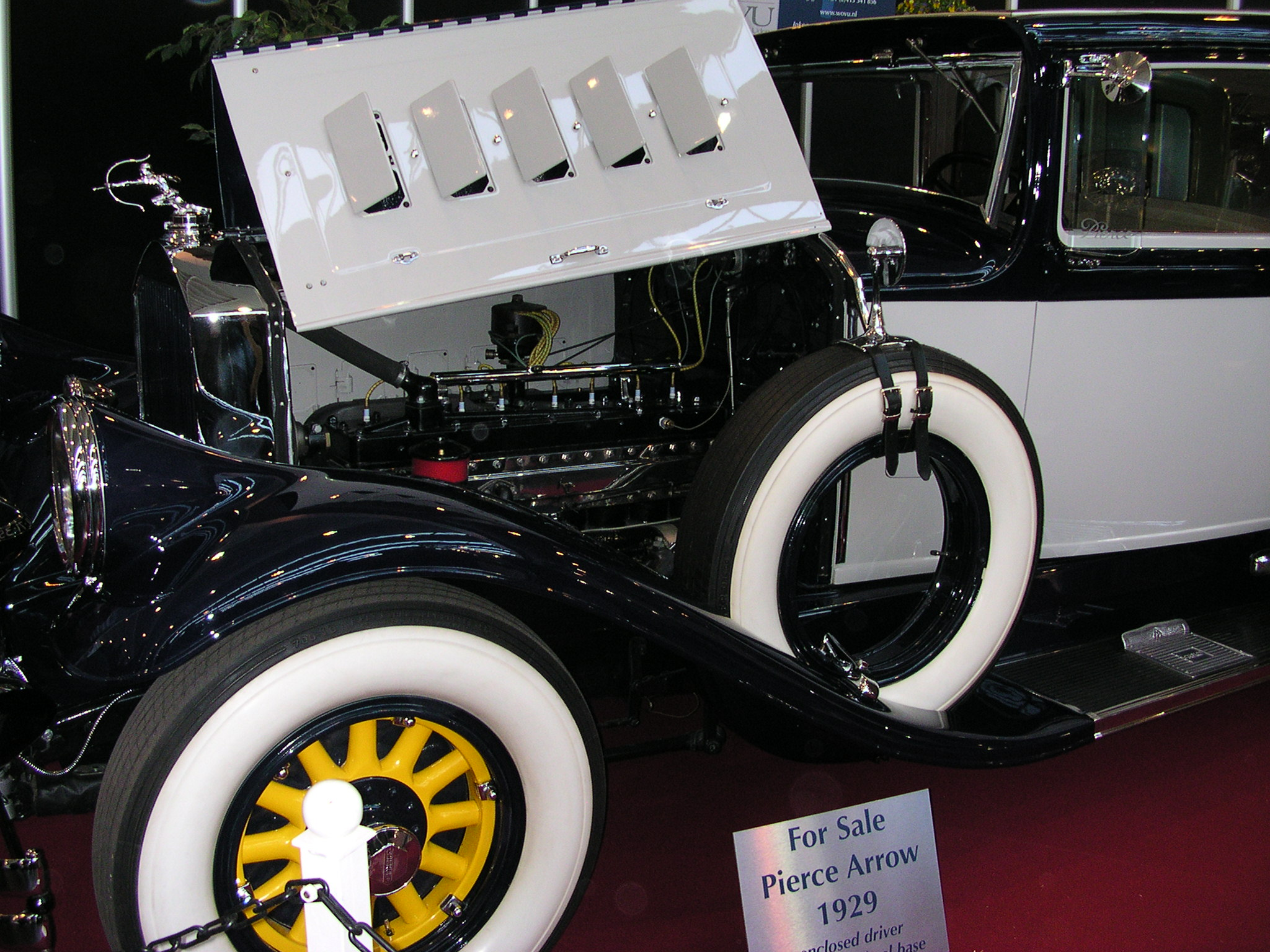
Pierce-Arrow-Modell 125 (1929)

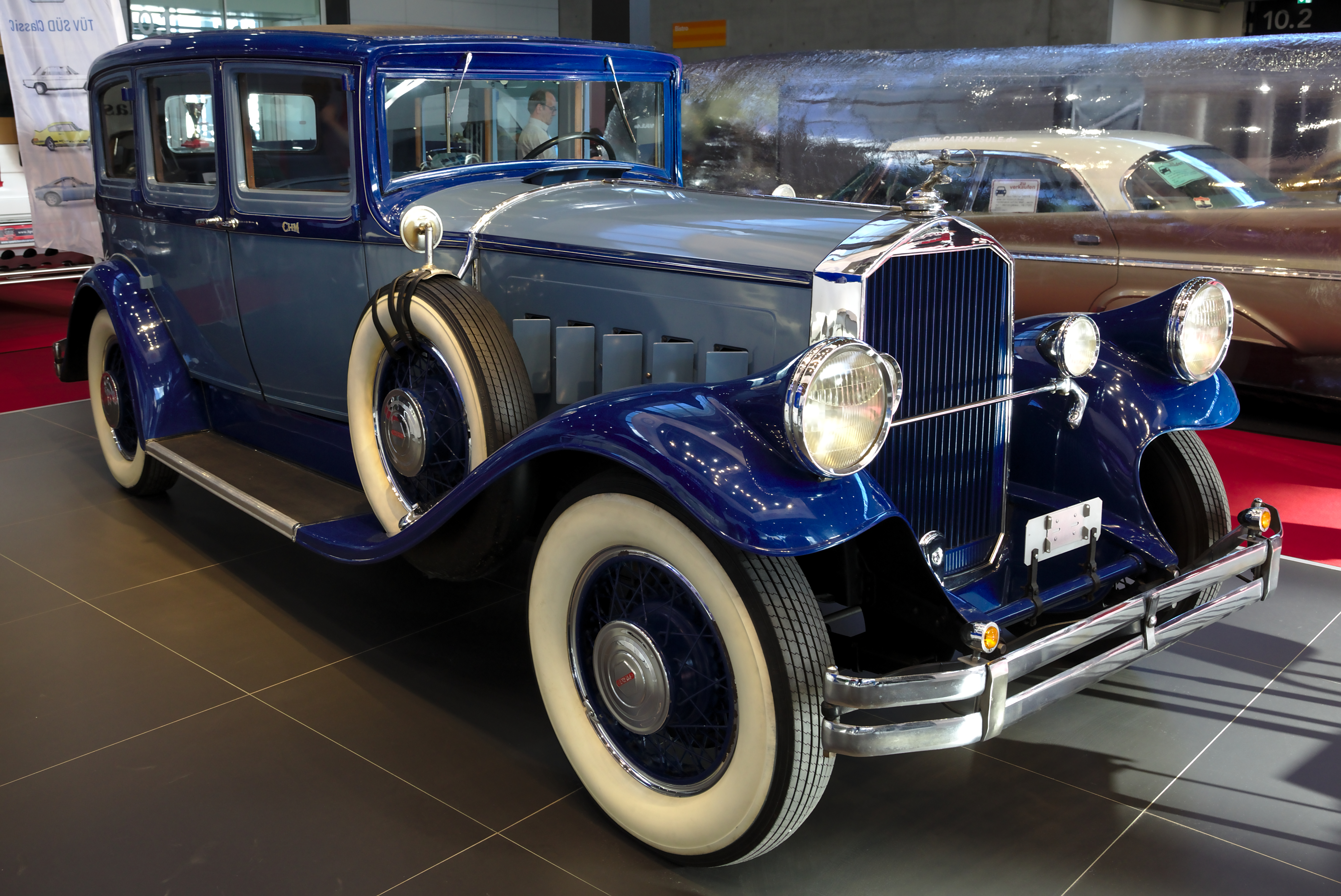
Pierce-Arrow Model B (1930)

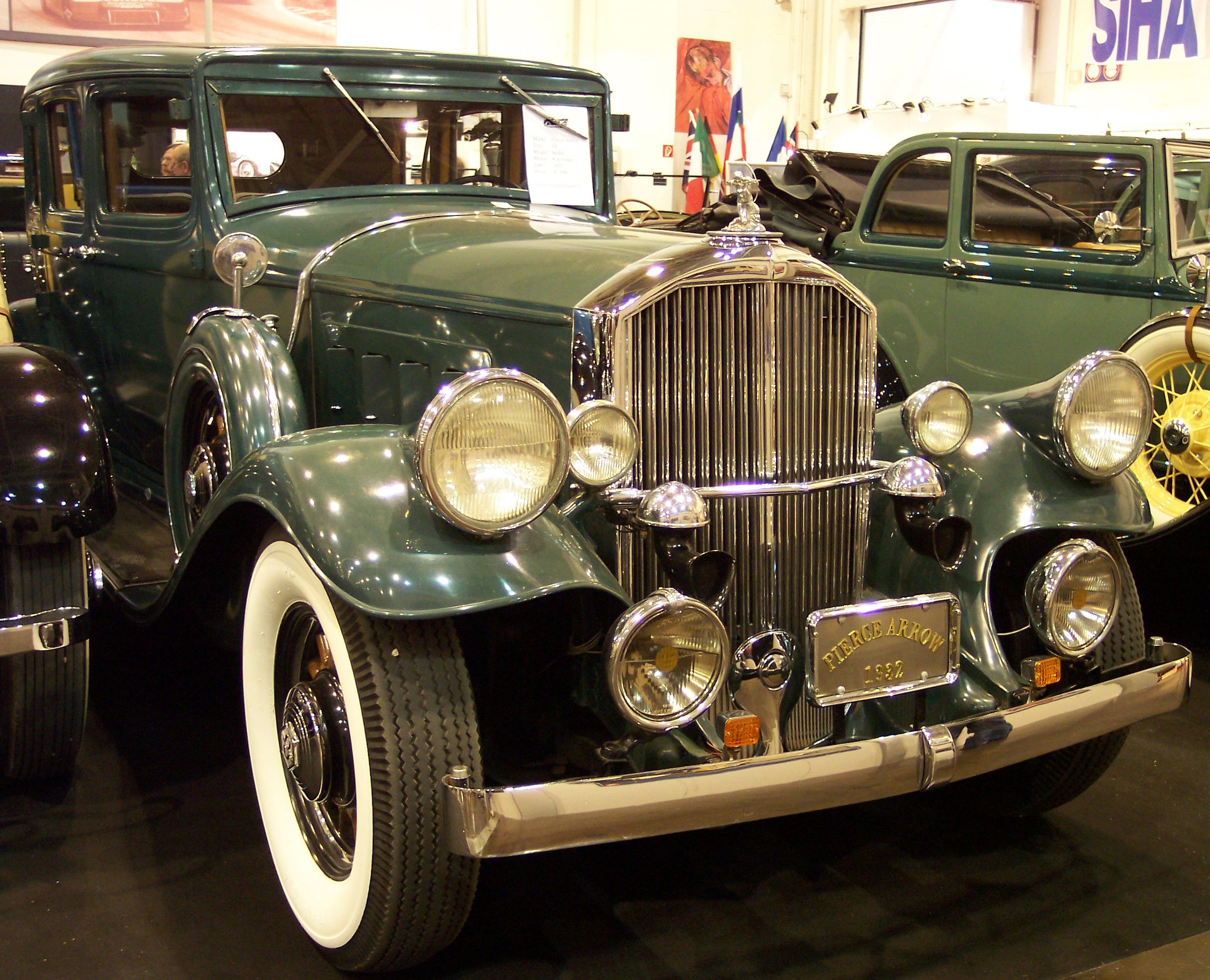
Pierce-Arrow (1932)

| Modelljahr | Modell       | Zylinderzahl | Leistung  | Radstand (mm) |
| ---------- | ------------ | ------------ | --------- | ------------- |
| 1901       | Motorette    | 1            | 2,75 bhp  |               |
| 1901       | Motorette    | 1            | 3,75 bhp  |               |
| 1902       | 3½ hp        | 1            | 3,5 bhp   | 1473          |
| 1903       | Runabout     | 1            | 5 bhp     |               |
| 1903       | Stanhope     | 1            | 6,5 bhp   |               |
| 1903       | Touring      | 2            | 15 bhp    |               |
| 1904       | Stanhope     | 1            | 8 bhp     | 1778          |
| 1904       | Great Arrow  | 4            | 24/28 bhp | 2362          |
| 1905       | Stanhope     | 1            | 8 bhp     | 1778          |
| 1905       | Great Arrow  | 4            | 24/28 bhp | 2540          |
| 1905       | Great Arrow  | 4            | 24/28 bhp | 2641          |
| 1905       | Great Arrow  | 4            | 28/32 bhp |               |
| 1906       | Motorette    | 1            | 8 hp      | 1778          |
| 1906       | Great Arrow  | 4            | 28/32 bhp | 2718          |
| 1906       | Great Arrow  | 4            | 40/45 bhp | 2769          |
| 1907       | Great Arrow  | 4            | 28/32 bhp | 2844          |
| 1907       | Great Arrow  | 4            | 40/45 bhp | 3150          |
| 1907       | Great Arrow  | 6            | 65 bhp    | 3429          |
| 1908       | Great Arrow  | 4            | 30 bhp    | 2845          |
| 1908       | Great Arrow  | 4            | 40 bhp    | 3150          |
| 1908       | Great Arrow  | 6            | 40 bhp    | 3302          |
| 1908       | Great Arrow  | 6            | 60 bhp    | 3429          |
| 1909       | Model 24     | 4            | 24 bhp    | 2832          |
| 1909       | Model 36     | 6            | 36 bhp    | 3023          |
| 1909       | Model 40     | 4            | 40 bhp    | 3150          |
| 1909       | Model 48     | 6            | 48 bhp    | 3302          |
| 1909       | Model 60     | 6            | 60 bhp    | 3429          |
| 1910       | Model 36     | 6            | 36 bhp    | 3175          |
| 1910       | Model 48     | 6            | 48 bhp    | 3416          |
| 1910       | Model 66     | 6            | 66 bhp    | 3556          |
| 1911       | Model 36T    | 6            | 38 bhp    | 3175          |
| 1911       | Model 48T    | 6            | 48 bhp    | 3416          |
| 1911       | Model 66T    | 6            | 66 bhp    | 3556          |
| 1912       | Model 36T    | 6            | 36 bhp    | 3239          |
| 1912       | Model 48     | 6            | 48 bhp    | 3416          |
| 1912       | Model 66     | 6            | 66 bhp    | 3556          |
| 1913       | Model 38-C   | 6            | 38,4 bhp  | 3023          |
| 1913       | Model 48-B   | 6            | 48,6 bhp  | 3416          |
| 1913       | Model 66-A   | 6            | 60 bhp    | 3747          |
| 1914       | Model 38-C   | 6            | 38,4 bhp  | 3353          |
| 1914       | Model 48-B   | 6            | 48,6 bhp  | 3607          |
| 1914       | Model 66-A   | 6            | 60 bhp    | 3747          |
| 1915       | Model 38-C   | 6            | 38,4 bhp  | 3404          |
| 1915       | Model 48-B   | 6            | 48,6 bhp  | 3607          |
| 1915       | Model 66-A   | 6            | 60 bhp    | 3747          |
| 1916       | Model 38-C   | 6            | 38,4 bhp  | 3404          |
| 1916       | Model 48-B   | 6            | 48,6 bhp  | 3607          |
| 1916       | Model 66-A   | 6            | 60 bhp    | 3747          |
| 1917       | Model 38     | 6            | 38,4 bhp  | 3404          |
| 1917       | Model 48     | 6            | 48,6 bhp  | 3607          |
| 1917       | Model 66     | 6            | 60 bhp    | 3747          |
| 1918       | Model 38     | 6            | 38,4 bhp  | 3404          |
| 1918       | Model 48     | 6            | 48,6 bhp  | 3607          |
| 1918       | Model 66     | 6            | 60 bhp    | 3747          |
| 1919       | Model 48-B   | 6            | 48,6 bhp  | 3607          |
| 1920       | Model 38     | 6            | 38 bhp    | 3404          |
| 1920       | Model 48     | 6            | 48 bhp    | 3607          |
| 1921       | Model 32     | 6            | 38 bhp    | 3505          |
| 1922       | Model 33     | 6            | 38 bhp    | 3505          |
| 1923       | Model 33     | 6            | 38 bhp    | 3505          |
| 1924       | Model 33     | 6            | 38 bhp    | 3505          |
| 1925       | Model 80     | 6            |           | 3302          |
| 1925       | Model 33     | 6            | 38 bhp    | 3505          |
| 1926       | Model 80     | 6            | 70 bhp    | 3302          |
| 1926       | Model 33     | 6            | 100 bhp   | 3505          |
| 1927       | Model 80     | 6            | 70 bhp    | 3302          |
| 1927       | Model 36     | 6            | 100 bhp   | 3505          |
| 1928       | Model 81     | 6            | 75 bhp    | 3302          |
| 1928       | Model 36     | 6            | 100 bhp   | 3505          |
| 1929       | Model 125    | 6            | 125 bhp   | 3378          |
| 1929       | Model 126    | 6            | 125 bhp   | 3632          |
| 1930       | Model C      | 8            | 115 bhp   | 3353          |
| 1930       | Model B      | 8            | 125 bhp   | 3404          |
| 1930       | Model B      | 8            | 125 bhp   | 3531          |
| 1930       | Model A      | 8            | 132 bhp   | 3658          |
| 1931       | Model 43     | 8            | 125 bhp   | 3404          |
| 1931       | Model 43     | 8            | 125 bhp   | 3480          |
| 1931       | Model 42     | 8            | 132 bhp   | 3607          |
| 1931       | Model 41     | 8            | 132 bhp   | 3734          |
| 1932       | Model 54     | 8            | 125 bhp   | 3480          |
| 1932       | Model 54     | 8            | 125 bhp   | 3607          |
| 1932       | Model 53     | 12           | 140 bhp   | 3480          |
| 1932       | Model 53     | 12           | 140 bhp   | 3607          |
| 1932       | Model 51     | 12           | 150 bhp   | 3734          |
| 1933       | Model 836    | 8            | 135 bhp   | 3454          |
| 1933       | Model 1236   | 12           | 160 bhp   | 3454          |
| 1933       | Model 1242   | 12           | 175 bhp   | 3480          |
| 1933       | Model 1247   | 12           | 175 bhp   | 3607          |
| 1934       | Model 840A   | 8            | 125 bhp   | 3531          |
| 1934       | Model 840A   | 8            | 125 bhp   | 3658          |
| 1934       | Model 1240A  | 12           | 160 bhp   | 3531          |
| 1934       | Model 1240A  | 12           | 160 bhp   | 3658          |
| 1934       | Model 1248A  | 12           | 175 bhp   | 3734          |
| 1935       | Model 845    | 8            | 140 bhp   | 3505          |
| 1935       | Model 845    | 8            | 140 bhp   | 3658          |
| 1935       | Model 1245   | 12           | 175 bhp   | 3505          |
| 1935       | Model 1245   | 12           | 175 bhp   | 3658          |
| 1935       | Model 1255   | 12           | 175 bhp   | 3734          |
| 1936       | Deluxe 8     | 8            | 150 bhp   | 3531          |
| 1936       | Deluxe 8     | 8            | 150 bhp   | 3658          |
| 1936       | Salon Twelve | 12           | 185 bhp   | 3531          |
| 1936       | Salon Twelve | 12           | 185 bhp   | 3658          |
| 1937       | 8            | 8            | 150 bhp   | 3505          |

## Nutzfahrzeuge

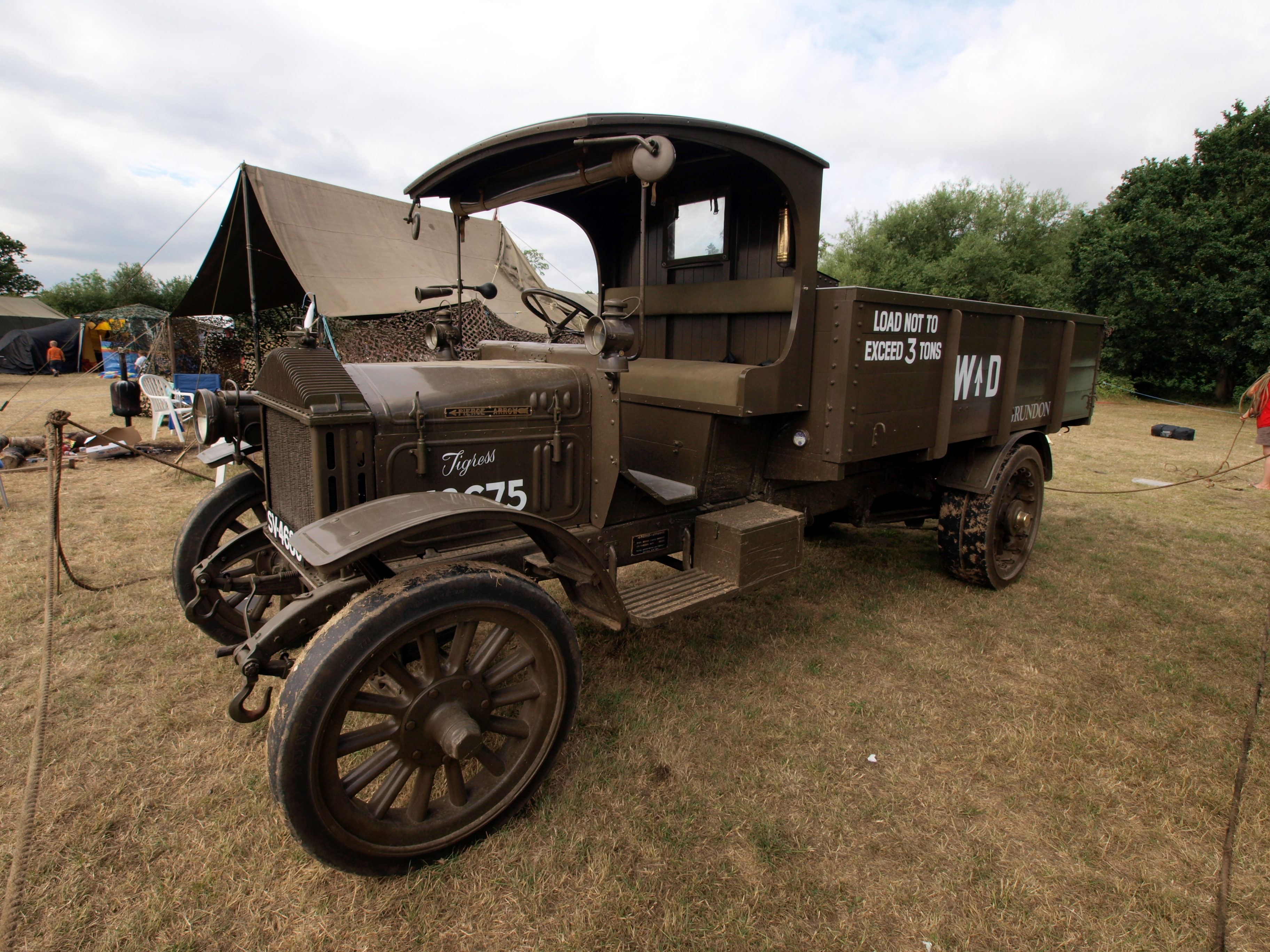
Pierce-Arrow Liberty Truck (3 tons) Lkw der britischen Armee (1916)

Im Januar 1911 erschien mit dem Modell X-1 der erste Lastkraftwagen von Pierce-Arrow. Es war für ca. 5 t Nutzlast ausgelegt. Der Motor war ein Vierzylinder-T-Kopf (Ein- und Auslassventil auf der jeweils entgegengesetzten Seite des Zylinders) mit einem Hubraum von 7,8 l. Das Schaltgetriebe hatte 3 Gänge. Für den Antrieb wurde ein Schneckengetriebe anstelle der üblichen Ketten verwendet. Der Preis betrug ab 4.500 US-Dollar. 1913 brachte Pierce-Arrow mit dem X-2 ein kleineres Modell für ca. 2 t Nutzlast heraus.
1915 ersetzte der etwas modernere R-5 den X-1. Von diesem Lkw wurden ca. 14.000 Stück an die U.S. Armee und die Entente-Mächte des Ersten Weltkrieges geliefert. 1923 erfolgte die erste gründliche Überarbeitung seit 1911. Es gab nun sechs Modelle mit einer Nutzlast zwischen ca. 2,5 und 8 t. Alle hatten Vierzylindermotoren mit Doppelventilen. 1924 kam das Modell Z hinzu. Es war wahlweise mit einem Radstand von 4978 mm (196 Zoll) oder 5588 mm (220 Zoll) erhältlich und eigentlich für Busse gedacht. Dafür wurden Teile aus der Pkw-Fertigung verwandt: Der Motor war der gleiche Reihen-Sechszylinder mit Doppelventilen, der im Modell 33 eingesetzt wurde. Er leistete 85 bhp (63 kW) aus 6796 cm³ (414.7 c.i.). Das Werk gab eine Höchstgeschwindigkeit von 60 mph (ca. 100 km/h) für das Modell Z an. Farnham & Nelson in Roslindale (Massachusetts) baute auf beiden Radständen eine Reihe attraktiver Jitneys (kleinere Busse als Sammeltaxi, die erst fuhren, wenn alle Plätze besetzt waren und auf Verlangen anhielten) und Überlandbusse, Letztere meist für 25 Passagiere auf dem längeren Fahrgestell. Unter anderem setzte sie die Interstate Limited Motor Coach Company für ihre Route von Boston (Massachusetts) nach Manchester (New Hampshire) ein. Das Modell Z erwies sich auch als hervorragende Basis für Feuerwehrfahrzeuge, Möbelwagen und Tank-Lkw.
Mit dem Modell FA Fleet Arrow Wagon folgte 1928 ein weiteres, etwas kleineres Modell für den innerstädtischen Verkehr. Der Motor war vom Pkw-Modell 81 abgeleitet. Der Reihensechszylinder leistete 75 bhp (56 kW) bei 3200/min und einem Hubraum von 4686 cm³ (288.6 c.i.). Die Bremsen wirkten nicht nur auf alle vier Räder – ohnehin keine Selbstverständlichkeit bei Nutzfahrzeugen dieser Zeit –, sondern auch noch auf die Kardanwelle. Serienmäßig gab es vorn hydraulische Stoßdämpfer von Houdaille und auf Wunsch waren hintere Zwillingsräder lieferbar. Bis zum Produktionsende 1929 waren etwas über 500 Einheiten verkauft worden.
Wegen der Turbulenzen um Insolvenz und Übernahme durch Studebaker gab es 1929 keine Lkw-Produktion. Ende 1930 erschien die neue P-Reihe, bestehend aus vier Modellen. Alle hatten eigens für sie entwickelte Sechszylindermotoren. Der kleinste, PT, war ein Zweitonner mit 70 bhp (52 kW), der größte, PZ, ein Achttonner mit 130 bhp (97 kW). Ende 1932 wurde die Truck-Produktion bei Pierce-Arrow auf Geheiß der Eigentümer (Studebaker) zu White verschoben. Lastkraftwagen mit dem Namen Pierce-Arrow wurden dort noch bis 1935 gebaut. In diesem Jahr entstanden auf Pkw-Basis noch einige Kleinbusse für Besichtigungstouren mit 9 und 15 Plätzen. Aufbauten für Ambulanzen und Bestattungsfahrzeuge entstanden schon früh auf Pierce-Arrow-Fahrgestellen.
Pierce-Arrow lieferte Reihen-Achtzylindermotoren und V12 an die Seagrave Corporation (heute: Seagrave Fire Apparatus LLC), ein führender US-amerikanischer Hersteller von Feuerwehrfahrzeugen. Diese Motoren wurden nach der Schließung von Pierce-Arrow weiterproduziert, der V12 sogar bis 1970.

## Travelodge
Im Bemühen, die schwindenden Umsätze wenigstens etwas zu stabilisieren, begann Pierce-Arrow Ende 1936 den Travelodge-Wohnwagen zu produzieren. Er war in drei Versionen erhältlich. Die Konstruktion bestand aus einem Chassis und einer Grundkonstruktion aus Stahl. Das Gerüst trug die Außenhaut aus Aluminiumblech. Hydraulische Bremsen gehörten zur Grundausstattung. Die Ausstattung war recht luxuriös. Es gab je einen Wohn- und Schlafbereich, einen Eisschrank, einen Gasherd, einen Holzofen und einen Wassertank. Die Innenverkleidung bestand aus Birken- und Gummibaumholz. Die 450 Einheiten, die verkauft werden konnten, reichten nicht aus, um das Unternehmen zu retten.

## Abwicklung
Die Pierce-Arrow Motor Corporation meldete 1938 Insolvenz an. Per Gerichtsbeschluss wurde die Gesellschaft aufgelöst. Die Abwicklung wurde der eigens zu diesem Zweck gegründeten 1695 Elmwood Avenue Corporation übertragen. Ersatzteilversorgung und Wartung wurden bis Ende 1942 aufrechterhalten. Was dann noch an Werkzeugen, Maschinen und Ersatzteilen vorhanden war, wurde zu Gunsten der Kriegswirtschaft verschrottet.